# Філіт

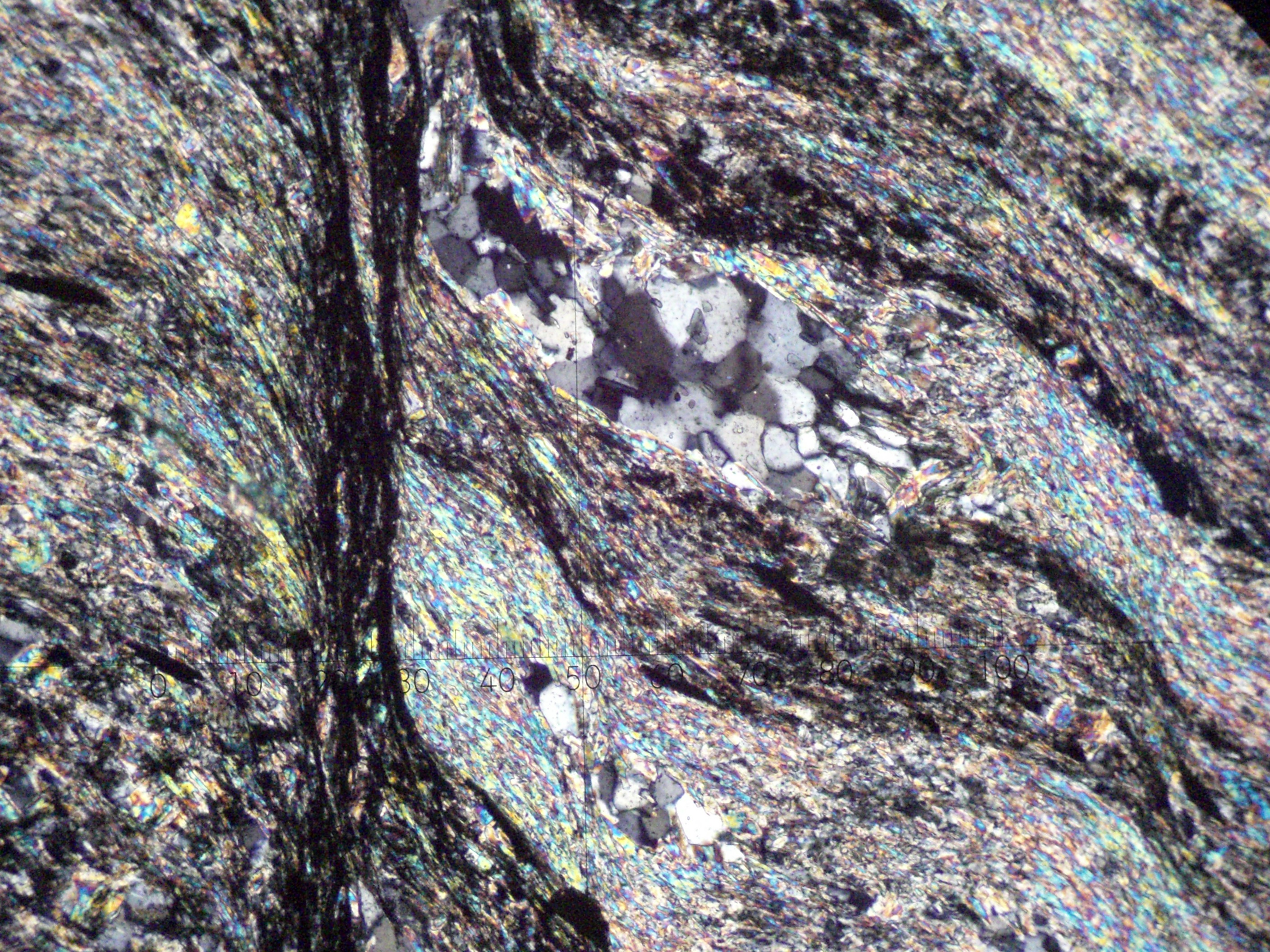

Філіт — багатошарова (сланцювата) метаморфічна гірська порода, що переважно складається з кварцу, серициту, слюди і хлориту; порода являє собою проміжну стадію метаморфізму між аспідним сланцем і слюдою.

## Опис
Щільний тонколускуватий і тонколистуватий світло- або темно-сірий кварц-серицитовий сланець з характерним шовковистим мерехтливим блиском на поверхнях сланцюватості. Нерідко містить також хлорит, іноді біотит, альбіт або доломіт, хлоритоїд, графіт, магнетит та ін. мінерали. Густина 2,75-2,77.
Дрібні кристали графіту, серициту або хлориту надають породі золотистого блиску.

## Генезис
Утворюється при регіональному метаморфізмі пелітових порід в умовах зеленосланцевої фації. Являє собою подальший ступінь метаморфізму глинистих сланців і аргілітів. При підвищенні ступеня метаморфізму – перетворюється на слюдяний кристалічний сланець.

## Поширення
Філіти поширені у верх. структурному поверсі основи древніх (докембрійських) платформ і в крайових зонах складчастих гірських областей.

## Використання
Використовують у парфумерії, промисловості будівельних матеріалів.

## Інші значення терміна
- Філіт - загальна назва глауконітів, які містять алюміній.
- Філіт - застаріла назва хлоритоїдів та шаруватих силікатів.